# Wattersita
La wattersita és un mineral de la classe dels sulfats. Rep el seu nom de Lu Watters (1911-1989), col·leccionista de minerals i trompetista de jazz.

## Característiques
La wattersita és un cromat de fórmula química (Hg₂+)₂Hg2+(CrO₄)O₂. Va ser aprovada com a espècie vàlida per l'Associació Mineralògica Internacional l'any 1987. Cristal·litza en el sistema monoclínic. Es troba en forma de cristalls, prismàtics, allargats al llarg de [001], amb {110}, {010}, {310}, {130}, {021} i moltes més formes, de fins a 2 mm; en agregats, en forma de petxina o massiva granular. La seva duresa a l'escala de Mohs és 4,5.
Segons la classificació de Nickel-Strunz, la wattersita pertany a «07.FB - Cromats amb O, V, S, Cl addicionals» juntament amb els següents minerals: fenicocroïta, santanaïta, deanesmithita i edoylerita.

## Formació i jaciments
Es tracta d'un mineral rar que es troba en dipòsits de mercuri en roca de silicat-carbonat hidrotermal alterat de serpentinita. Sol trobar-se associada a altres minerals com el mercuri i el cinabri. Va ser descoberta a la mina Clear Creek, a Picacho Peak, al districte de Nova Idria (Comtat de San Benito, Califòrnia, Estats Units). També ha estat descrita al dipòsit Challenge, a Emerald Lake Hills (Comtat de San Mateo, Califòrnia).